# Море соблазна
«Море соблазна» (англ. Serenity) — американский триллер режиссёра Стивена Найта. В ролях — Мэттью Макконахи, Энн Хэтэуэй, Дайан Лейн, а также Джейсон Кларк и Джимон Хонсу.

## Сюжет
События картины начинаются на тропическом острове Плимут. Бейкер Дилл содержит небольшой катер и развлекает состоятельных клиентов рыбной ловлей. Бейкер — ветеран войны в Ираке и из-за контузии плохо помнит прошлое. Однажды в его жизни появляется бывшая жена Карен. Она просит спасти от нового мужа Фрэнка (тирана и алкоголика) её и их с Бейкером общего сына Патрика. Бейкер должен организовать несчастный случай на рыбной ловле. Бейкер поначалу сопротивляется, но через некоторое время соглашается.
Патрик — гениальный программист, целыми днями пропадает за компьютером и разрабатывает игру. Её сюжет разворачивается на тропическом острове, и центральный персонаж создан по воспоминаниям о его погибшем на войне отце Джоне Мейсоне (Бейкере Дилле). Вскоре Бейкер начинает осознавать себя, как персонажа компьютерной игры, а всё происходящее вокруг — результат работы искусственного интеллекта этой игры. Тем не менее, правилами игры запрещено убивать персонажей. Бейкер меняет правила, берёт на борт Фрэнка и организует его падение за борт. Действие возвращается в реальный мир. Полицейская сводка сообщает, что Патрик напал с ножом на своего отчима. В концовке Патрик собирается создать новую игру, в которой он сможет встретиться с отцом.

## Актёрский состав
- Мэттью Макконахи — Джон Мейсон / Бейкер Дилл
- Энн Хэтэуэй — Карен Зариакас
- Дайан Лейн — Констанс
- Джейсон Кларк — Фрэнк Зариакас
- Джимон Хонсу — Дьюк
- Джереми Стронг — Рид Миллер
- Шарлотта Батлер — Лоис
- Дэвид Батлер — Джек Зариакас
- Рафаэль Сайех — Патрик

## Производство
В конце января 2017 года было объявлено, что Мэттью Макконахи и Энн Хэтэуэй ведут переговоры об участии в фильме, режиссёром которого выступит Стивен Найт, являющийся также автором сценария. Также стало известно, что Грег Шапиро и Гай Хили из компании IM Global спродюсируют и профинансируют проект. В середине апреля 2017 года к актёрскому составу фильма присоединился Джейсон Кларк, он получил роль богатого мужа героини Энн Хэтэуэй. В мае было анонсировано, что девушку героя Мэттью Макконахи сыграет Ума Турман, однако актриса выбыла из проекта из-за конфликта в расписании. В это же время стало известно, что роль в картине получил Джимон Хонсу. В июле 2017 года был назван финальный каст фильма, включающий Мэттью Макконахи, Энн Хэтэуэй, Дайан Лейн (заменившую Турман), Джейсона Кларка, Джимона Хонсу и Джереми Стронга.
Основные съёмки фильма начались в конце июля 2017 года на острове Маврикий.

## Маркетинг
Первый оригинальный трейлер фильма появился в сети в начале июня. Второй оригинальный трейлер стал доступен в конце ноября.

## Прокат
Премьера фильма в Израиле, Польше и России состоялась 24 января 2019 года, в Канаде, США и на Тайване — 25 января 2019 года, в Индонезии, Румынии и Эстонии — 1 февраля 2019 года,

## Критика
Фильм получил низкие оценки критиков. На сайте Rotten Tomatoes у него 20 % положительных рецензий на основе 186 отзывов со средней оценкой 4 из 10. На Metacriticе — 37 баллов из 100 на основе 38 рецензий.
В феврале 2020 года были объявлены претенденты на премию «Золотая малина». Одним из номинантов среди мужчин за худшее актёрское исполнение стал Мэттью Макконахи, а в категорию «худшая актриса» попала Энн Хэтэуэй. Оба — за роль в этом фильме.